# Front Girona
Front Girona, més conegut com a Front, va ser un diari de Girona, el qual va estar en actiu entre els anys 1936 i 1939.

## Història
Front va publicar el seu primer exemplar el 26 d'octubre de 1936. Aquest diari actuava com a òrgan d'expressió del Partit Socialista Unificat de Catalunya i de la Unió General de Treballadors. La funció d'aquest diari era específica i inequívoca: donar suport al Front Popular en el context de la guerra i lluitar per aconseguir la “unitat proletària” enfront del feixisme.
Pel que fa a les dades descriptives de l'entrada, el diari es publicava diàriament a la tarda amb un preu de 15 cèntims i amb un format de gran foli que constava de 4 pàgines a 4 columnes amb il·lustracions.
Al llarg de la seva història, Front va ser un diari molt colpejat per la forta censura de l'època; alguns articles i informacions van ser eliminats per aquesta. 
Pel que respecte a la temàtica, els editorials comentaven la difícil situació del moment: exigien de la població civil una decidida col·laboració en favor de la causa republicana i es plantejaven la necessitat d'estructurar sòlidament la reraguarda. Publicaven notes del PSUC, de les Joventuts Socialistes Unificades i del comitè comarcal de la UGT, així com de l'alcaldia de Girona. Informaven exhaustivament de la marxa de la guerra i es feien ressò de la situació a l'estranger. Per altra banda, dedicaven un petit apartat als esports i a la cartellera d'espectacles.
Donada la imminent victòria feixista a la Guerra Civil Espanyola, el diari va realitzar la seva darrera publicació el 24 de gener de 1939.

## Equip
No hi ha constància de quins van ser els directors del diari durant el seu període en actiu. Pel que fa als redactors i col·laboradors destaquen Joan Ballesta, Guillem Vinyas Escuder, M. Roset Sala, Pere Canals, Angelina Comte, Juli Vicente, Pere Foix i Gómez Martínez.